# Ski Bromont
Ski Bromont är en vintersportort i provinsen Québec i Kanada, belägen vid Mont Bromes sluttningar. Den invigdes 1964, inför vintersäsongen 1964/1965, i samband med invigningen av Autoroute 10. Vintersportorten grundades samma år som Bromonts stad skapades i Comté de Brome.
Här har bland annat Eastern Canada Cup avgjorts. Man har också arrangerat Bromont Cup och Pontiac Cup. Även världscupen i alpin skidåkning har arrangerats här. samt världscupen i freestyle.

### Fotnoter
1. ↑  Ottawa Citizen, "Eastern Townships skiing", Bob Mellor, 14 december 1964 (läst 27 mars 2010)
2. ↑  The Yamaska, "New city of Bromont is created as legislature approves measure", 27 maj 1964 (läst 27 mars 2010)
3. ↑  The Gazette (Montreal), "Series Ends at Bromont", Chris Allan, 14 mars 1968 (hämtdatum 27 mars 2010)
4. ↑  The Gazette (Montreal), "Race at Bromont tops ski events", 12 februari 1969 (läst 27 mars 2010)
5. ↑  "Bromont gets grant for Cup", 16 januari 1986 (läst 27 mars 2010)
6. ↑  The Hour, "Quebec has charm", Al Harvey, 12 februari 1987 (läst 27 mars 2010)
7. ↑  (franska) Le Nationale, "Du nouveau cet hiver à la station de ski Bromont", 25 juli 1978 (hämtdatum 27 mars 2010)